# Weinsfeld (Hilpoltstein)
Weinsfeld ist ein Gemeindeteil der Stadt Hilpoltstein im Landkreis Roth (Mittelfranken, Bayern). Die Gemarkung Sindersdorf hat eine Fläche von 4,791 km². Sie ist in 552 Flurstücke aufgeteilt, die eine durchschnittliche Flurstücksfläche von 8678,57 m² haben.

## Lage
Das Pfarrdorf liegt im Vorland der Mittleren Frankenalb, östlich von Eysölden und südöstlich des Gemeindesitzes, nördlich des 556 Meter hohen Eichelberges.

## Geschichte
Zum ersten Mal wurde Weinsfeld um das Jahr 1434 im Urbar des Burggrafschaft Nürnberg erwähnt. Der Ort war bis 1480 eine Filiale der Urpfarrei Eysölden. Im Zuge der Reformation im Jahr 1542 durch die Reichsstadt Nürnberg, die das pfalz-neuburgische Amt Hilpoltstein für 36 Jahre vom verschuldeten Pfalzgraf Ottheinrich als Pfand erworben hatte, wurde Weinsfeld 1548 evangelisch und aus Mindof aus- und in die evangelische Pfarrei Jahrsdorf eingepfarrt.
1544 ließ Nürnberg ein Salbuch anlegen; darin sind 33 „Höfe, Güter und Mannschaften“ zu Weinsfeld aufgeführt, die zehn verschiedenen Grundherren gehörten. Bis auf zwölf nürnbergische Höfe unterstanden alle Höfe der Herrschaft (Hilpolt-)Stein hoch- sowie niedergerichtlich. Das dort erwähnte Pfründthaus für den Frühmessner wurde 1583 in ein Schulhaus verwandelt. 1604 sind ein „Weynsvelder“ Gemeindeholz und ein „Weinßvelder“ Weiher genannt; für diese Zeit sind 32 Höfe erwähnt, zwölf davon dem pfalz-neuburgischen Amt Hilpoltstein unterstehend. Mit der Gegenreformation im Jahr 1627 durch das zum alten Glauben zurückgekehrte Pfalz-Neuburg wurde der Ort wieder katholisch, blieb aber für Jahrhunderte Filiale von Jahrsdorf.
Gegen Ende des Alten Reiches, gegen 1800, bestand Weinsfeld aus nunmehr 36 Untertanen-Anwesen, die sich zwölf Grundherrschaften teilten:
- 16 Untertanen unterstanden dem pfalz-neuburgischen, zuletzt kurbaierischen Rentamt Hilpoltstein.
- 4 Untertanen gehörten der Kirche Weinsfeld,
- je 3 Untertanen unterstanden dem kurbaierischen Amt Pyrbaum (ehemals wolffsteinsche Untertanen), dem Freiherrn von Griesbeck zu Pilsach und dem Freiherrn von Böheim zu Nürnberg,
- 2 Güter waren frei eigen und
- je 1 Untertan gehörten der Chorstiftsverwaltung Hilpoltstein, dem Freiherrn Haller von Hallerstein zu Nürnberg, dem bischöflich-eichstättischen Pfleg- und Kastenamt Obermässing, dem Grafen Vieregg zu München und dem Johann Gerngroß in Lay.

Außerdem gab es neben der Kirche ein Schulhaus und ein gemeindliches Hirtenhaus.
Im neuen Königreich Bayern (1806) bildete Weinsfeld einen Steuerdistrikt und eine Ruralgemeinde, die um 1820 aus 37 Höfen bestand, in denen 210 Personen lebten.
1804 hatte Kurfürst Max Joseph die Errichtung einer eigenen Seelsorgestelle und eines eigenen Friedhofs in Weinsfeld genehmigt; bis dahin waren die Toten in Mindorf bestattet worden. 1827 wurde Weinsfeld zur katholischen Expositur, 1843 zur Pfarrkuratie erhoben. Zu dieser Zeit befanden sich zwei Schulen am Ort, eine mit einer männlichen, die andere mit einer weiblichen Lehrkraft. Eingeschult waren Lay und Tandl. 1852 wurde der Friedhof erweitert. 1875 wohnten in Weinsfeld in 39 Wohngebäuden 195 Katholiken und ein Protestant. Eine Krankenpflege-Schwester wohnte um 1937 im sog. Stiftungshaus, das der 1917 verstorbene Pfarrer Ulrich Hunner gestiftet hatte.
Über der Viehbestand des Dorfes gibt es seit dem 19. Jahrhundert amtliche Zählungen. So wurden 1875 15 Pferde, 236 Stück Rindvieh, 14 Schafe, 56 Schweine und drei Ziegen gezählt. 1904 gab es im Ort 14 Pferde, 293 Stück Rindvieh, 188 Schweine und zwei Ziegen; auch in anderen Orten nahm die Schweinehaltung innerhalb dieser circa 25 Jahre stark zu.
In den Jahren nach dem Zweiten Weltkrieg stieg die Einwohnerzahl vorübergehend durch Flüchtlinge und Vertriebene stark an.
Am 1. Januar 1972 wurde die bis dahin selbständige Gemeinde Weinsfeld in die Gemeinde Meckenhausen eingegliedert, die ihrerseits 1976 nach Hilpoltstein eingegliedert wurde.
1993 errang Weinsfeld im Wettbewerb Unser Dorf soll schöner werden beim bayerischen Landesentscheid die Silbermedaille.

### Bevölkerungsentwicklung
| Jahr            | Gebäude | Einwohner |
| --------------- | ------- | --------- |
| 16. Jahrhundert | 33      |           |
| 18. Jahrhundert | 36      |           |
| 1820            | 37      | 210       |
| 1861            |         | 213       |
| 1900            | 38      | 186       |
| 1910            |         | 208       |
| 1933            |         | 215       |
| 1938            |         | 217       |
| 1950            | 48      | 301       |
| 1961            | 56      | 258       |
| 1970            |         | 263       |
| 1987            | 75      | 280       |

### Katholische Pfarrkirche St. Michael

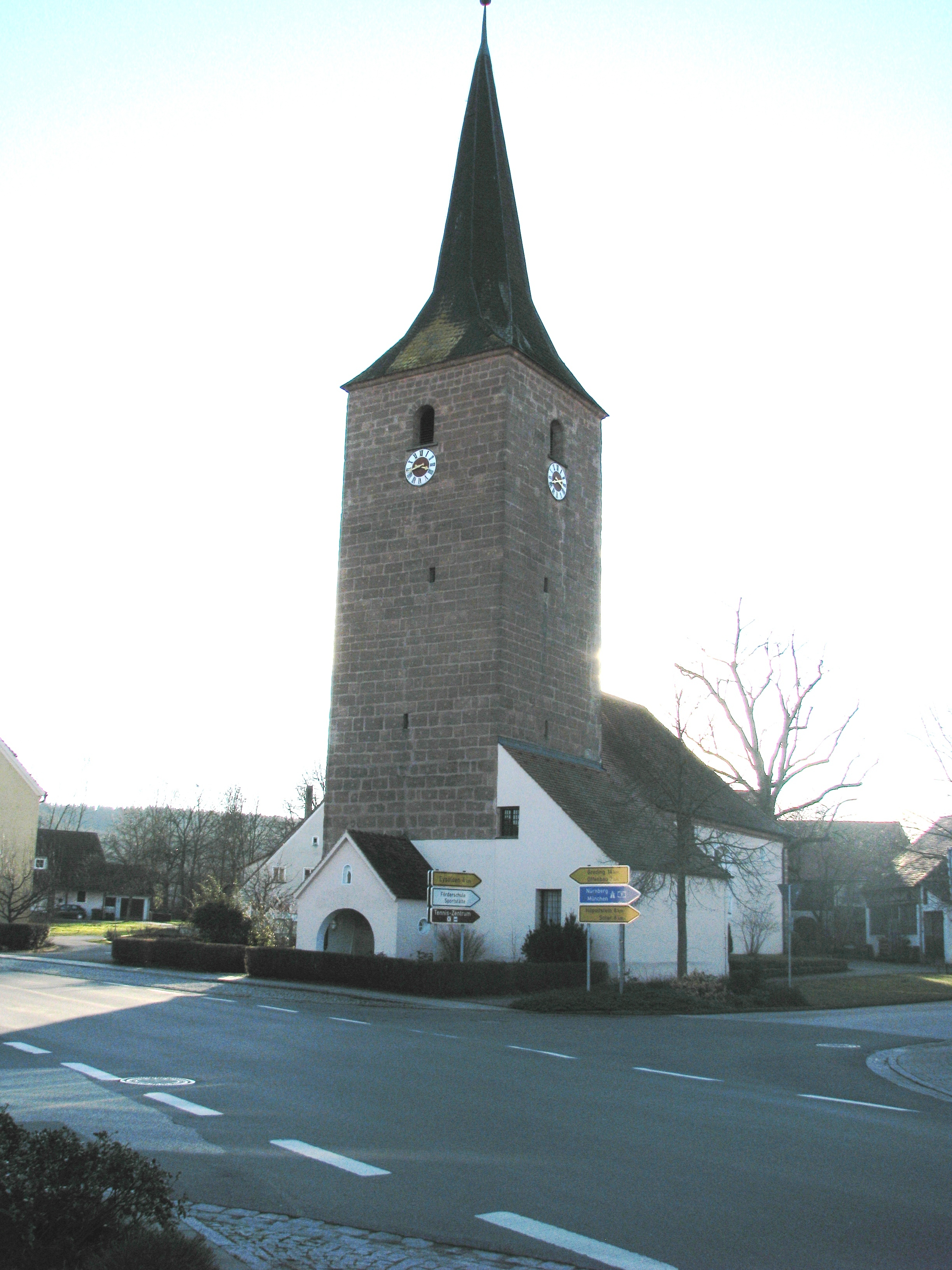
Pfarrkirche St. Michael

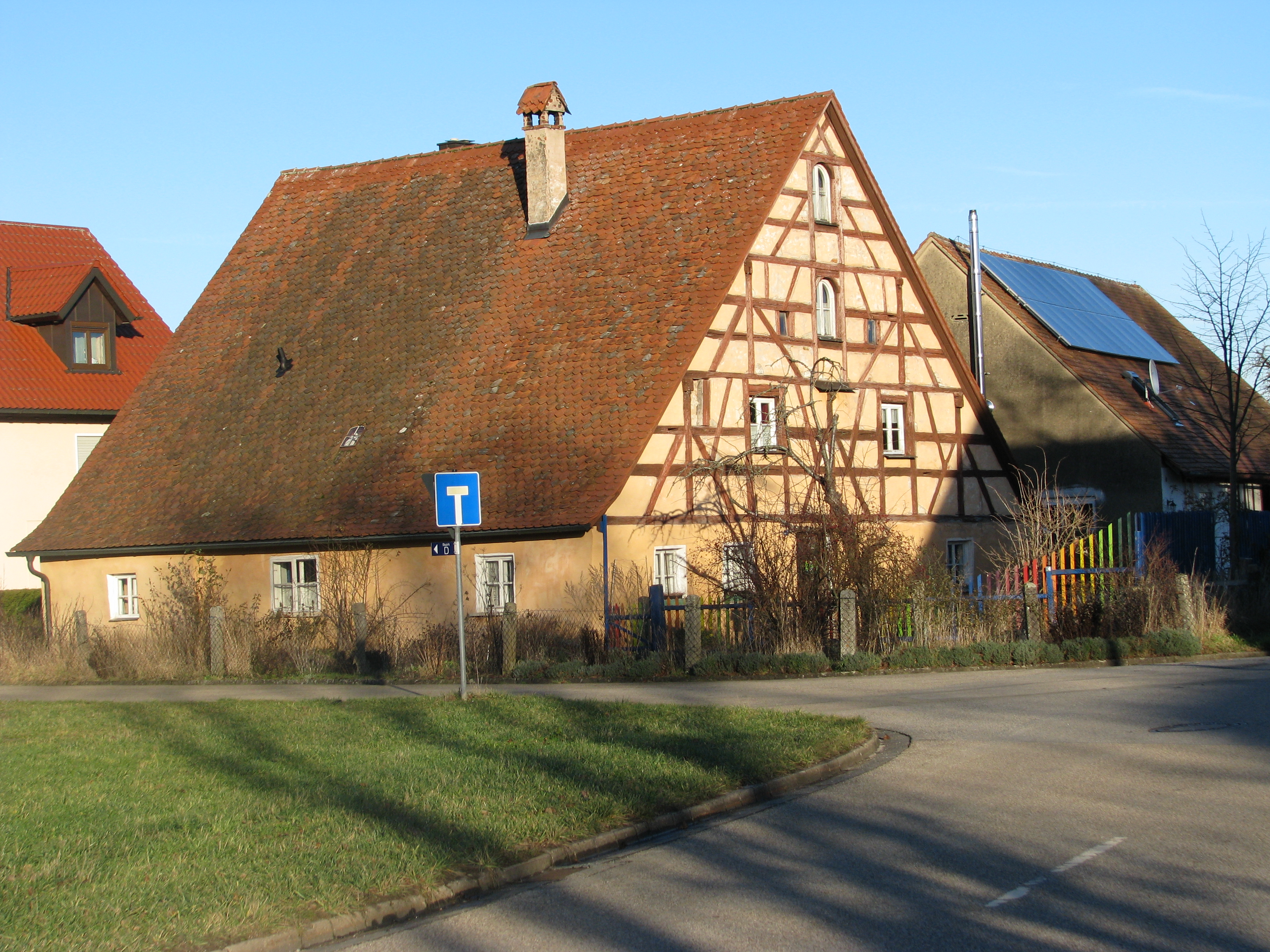
Baudenkmal Wohnstallhaus mit Fachwerkgiebel

Die Kirche St. Michael ist eine gotische Chorturmkirche, vermutlich aus dem frühen 15. Jahrhundert stammend. 1758 wurde sie nach Westen verlängert und der baufällige Kirchturm repariert und erhöht. Die Flachdecke weist Bandwerstukkaturen von 1730/1750 auf. Der zweisäulige Hauptaltar entstand um 1680, hat aber Rokokozutaten, die beiden ebenfalls zweisäuligen Seitenaltäre wurden Mitte des 17. Jahrhunderts geschaffen, die Altarblätter sind jüngeren Datums. Die Kanzel mit Pelikan auf dem Schalldeckel wurde 1760 geschaffen, zwei Engel ein Jahr später. Um diese Zeit wurde auch das Ölbild mit dem hl. Nepomuk gemalt. Aus gotischer Zeit stammt ein Kruzifix (1460–1470). 1921 wurde die Sakristei vergrößert, 1922 an die Ostseite des Turmes eine Kriegergedächtniskapelle errichtet. 1935 kam eine Bittner-Orgel mit sieben Registern in die Kirche. Um 1938 hingen drei Glocken in Turm, eine aus dem 15. Jahrhundert, die beiden anderen von 1566 und 1567. 1843 wurde eine Herz-Mariä-Bruderschaft ins Leben gerufen. An der Westseite der Kirche befindet sich eine Lourdeskapelle. Der Ort wird heute von der Pfarrei Hilpoltstein mitversorgt.

## Baudenkmäler
Außer der Pfarrkirche gelten als Baudenkmäler:
- ein Wohnstallhaus mit Fachwerkgiebel aus dem 19. Jahrhundert (Weinsfeld B 19),
- ein ehemaliges Gasthaus aus dem 17./18. Jahrhundert (Weinsfeld C 3), und der
- ehemalige Pfarrhof, ein zweigeschossiger Massivbau mit Walmdach aus der ersten Hälfte des 19. Jahrhunderts.

## Vereine
Mit dem seit 1970 bestehenden DJK Weinsfeld gibt es einen Sportverein, der eine Fußball-, eine Tischtennis-, eine Turn- und eine Tennissparte unterhält. Seit 1953 gibt es auch den Schützenverein Enzian Weinsfeld.

## Verkehr
Weinsfeld liegt nur ca. 500 m westlich der Autobahn A 9, die nächste Auffahrt befindet sich 2,5 km weiter nördlich. Die Staatsstraße St 2391 verläuft nach Offenbau bzw. zur Staatsstraße St 2238, die nach Hilpoltstein bzw. nach Sindersdorf führt. Die Kreisstraße RH 26 führt nach Lay zur Staatsstraße 2388 bzw. zur Kreisstraße RH 24 bei Eysölden.